# Шотт, Александр Эрнестович
Александр Эрнестович Шотт (Шот) (29 октября (10 ноября) 1854, Санкт-Петербург — 18 января (1 февраля) 1911) — инженер-кораблестроитель, проектировщик и главный строитель броненосца «Князь Потёмкин Таврический» — первого отечественного военного корабля с котлами на жидком топливе; броненосца «Евстафий». Полковник Корпуса корабельных инженеров, инспектор кораблестроительных работ Николаевского порта в чине действительного статского советника.

## Биография
Александр Эрнестович Шотт родился 29 октября (10 ноября) 1854 года в Санкт-Петербурге в мещанской многодетной семье кистера Лютеранской церкви Святого Михаила Эрнста Теодора (Матвеевича) Шотта и его супруги Гертруды Краузе. У Александра было три брата: Владимир, Эммануил и Роберт. Предки семьи Шоттов были выходцами из Франции.
В 1870 году, после окончания гимназии Петришуле, поступил в Техническое училище Морского ведомства в Кронштадте. Окончил училище в 1875 году и произведён в прапорщики. Через год был произведён в кондукто́ры Корпуса корабельных инженеров. С 1876 года участвовал в ремонте броненосного фрегата «Князь Пожарский» и 17-пушечного корвета «Богатырь» в Кронштадте.
С 1877 года работал в Новом Адмиралтействе (Санкт-Петербург) помощником строителя клипера «Наездник» (строитель — штабс-капитан П. И. Митрофанов), а в 1881—1883 годах — помощником строителя броненосных фрегатов «Герцог Эдинбургский» (строитель — штабс-капитан Н. Е. Кутейников) и «Дмитрий Донской» (строитель — подполковник Н. А. Самойлов), а затем помощником наблюдающего на санкт-петербургском Механическом заводе по строительству разборного плавучего дока для владивостокского порта.
В 1883 году был переведён на верфь РОПиТа в Севастополь. В сентябре 1884 года стал помощником наблюдателя капитана А. П. Торопова за строительством мореходных броненосцев «Чесма» и «Синоп» (строитель — капитан Корпуса корабельных инженеров К. Н. Арцеулов), которые были спущены на воду в мае 1886 года, и в 1888 году вступили в строй. Затем был помощником строителя эскадренного броненосца «Три Святителя», а с 15 июля 1893 года стал главным строителем этого броненосца вместо К. К. Ратника, которому было поручено возглавить Балтийский судостроительный завод в Санкт-Петербурге. 31 октября 1893 года корабль был спущен на воду и в 1895 году, после достройки, вступил в строй.
В феврале 1896 года был командирован в Москву, являлся членом комиссии по приёмке дизельной электростанции работающей на жидком топливе, которая была построена для Сандуновских бань, вследствие предписания столичных властей о запрещении использования угля, а тем более дров рядом с только что построенным Государственным банком. Возможно, по мнению московского краеведа Е. В. Аксёнова, севастопольскому военному инженеру А. Э. Шотту именно тогда пришла идея создать первый отечественный военный корабль (броненосца «Князь Потёмкин-Таврический») с котлами на жидком топливе.
После возвращения из Москвы младший судостроитель Севастопольского порта А. Э. Шотт разработал проект эскадренного броненосца «Князь Потёмкин Таврический» водоизмещением 12 900 тонн. В декабре 1896 года на заседании Морского технического комитета в Петербурге он сделал доклад о своём проекте. После получения замечаний и пожеланий, поступивших от членов комитета, приступил к составлению рабочих чертежей. Проект нового корабля вобрал в себя ряд перспективных конструкторских решений. Броненосец стал первым кораблём с котлами новой конструкции — вместо огнетрубных были установлены водотрубные, предназначенные для жидкого топлива.
Перед закладкой броненосца А. Э. Шотт заказал лучшему ювелиру города Николаева А. Ф. Мауреру 16 закладных и спусковых досок из серебра 84-й пробы, размером 133×72×2 мм массой 160,64 г предназначавшихся, кроме закладной в судно, всем высокопоставленным гостям: царю и царице, наследнику, генерал-адмиралу, управляющему Морского министерства, главному командиру Черноморского флота, председателю МТК, главному инспектору кораблестроения, капитану над Николаевским портом, его старшему помощнику, портовому корабельному инженеру, строителю корабля, главному корабельному инженеру завода, командиру броненосца и для Морского музея.
Корабль был заложен 10 декабря 1897 года на стапеле Николаевского адмиралтейства его проектантом и главным строителем А. Э. Шоттом. 26 сентября 1900 года в торжественной обстановке эскадренный броненосец «Князь Потёмкин-Таврический» был спущен на воду, а 20 июня 1902 года пришёл в Севастополь — для достройки и вооружения, достраивал корабль корабельный инженер В. В. Константинов
1 июля 1900 года Шотт был произведён в старшие судостроители. В конце 1902 года полковник Корпуса корабельных инженеров Шотт был назначен главным строителем броненосца «Евстафий» в Николаеве, который построил и спустил на воду. С 1902 по 1906 год исполнял должность портового корабельного инженера Николаевского порта. С 1903 года был членом Николаевского отделения Императорского Русского технического общества.
В 1906 году был уволен в отставку с назначением на должность инспектора кораблестроительных работ порта с чином действительного статского советника, являлся старшиной и казначеем Николаевского морского собрания.
Александр Эрнестович Шотт был женат и имел двоих детей. Семья проживала в Николаеве на ул. Адмиральская, 19 (угол Малой Морской). Умер А. Э. Шотт 18 января (1 февраля) 1911 года, отпевание проходило в Адмиралтейском соборе Николаева.

## Награды
- орден Святого Станислава 2 степени (1897)[1];
- орден Святой Анны 2 степени (1 января 1901)[1];
- орден Святого Владимира 4 степени[4];
- серебряная медаль «В память царствования императора Александра III» (1896)[1].